# Hilden
Hilden – miasto w Niemczech, w kraju związkowym Nadrenia Północna-Westfalia, w rejencji Düsseldorf, w powiecie Mettmann. W 2010 liczyło 55 441 mieszkańców. Miasto leży ok. 10 km na zachód od Solingen i ok. 15 km na wschód Düsseldorfu.

## Zabytki
1. późnoromański kościół Reformacji z ok. 1225 roku,
2. Haus Horst, pozostałości XIII-wiecznego zamku na wodzie,
3. liczne budynki szachulcowe, m.in. Haus auf der Bech z 1588,
4. budynek Adler-Apotheke przy Mittelstraße 67 z 1823,
5. budynek Rektoratsschule z lat 60. i 70. XIX wieku,
6. rzymskokatolicki, neogotycki kościół św. Jakuba z lat 1872–1882,
7. Bürgerhaus, dawny ratusz z lat 1899–1900, do 1990 siedziba miejskich władz.

## Współpraca
- Kuejczou, Chiny
- Nowe Miasto nad Metują, Czechy
- Warrington, Wielka Brytania
- Wołów, Polska